# Yoreli Rincón
Hazleydi Yoreli Rincón Torres, née le 27 juillet 1993 à Piedecuesta, est une joueuse de football colombienne.
Rincón évolue comme meneur de jeu. Elle fait partie de l'équipe de Colombie féminine depuis 2010, avec laquelle elle a participé aux Jeux olympiques de Londres en 2012, et aux Coupes du monde de 2011 et 2015.

## Carrière

### Clubs
Yoreli Rincón commence le football à douze ans, et remporte le championnat national avec son club de Tolima en 2007. En 2011, elle est proche de signer à l'Université d'Indiana pour démarrer une carrière professionnelle mais renonce finalement. 
Elle rejoint en 2012 le XV de Novembro de Piracicaba (en), une équipe basée près de São Paulo au Brésil, où elle est recommandée par son compatriote Freddy Rincon. 
En janvier 2013 elle signe au LdB FC Malmö avec lequel elle remporte le championnat de Suède, mais son contrat s'achève en fin d'année pour des raisons économiques.
En 2014, elle part en W-League, le championnat nord-américain, où elle joue pour les Wildcats du New Jersey. Début 2015 elle revient en Europe et signe à Torres Calcio, un des meilleurs clubs d'Italie, mais le club connaît d'importants problèmes financiers. Elle signe alors à Avaldsnes IL en Norvège.

### Équipe nationale

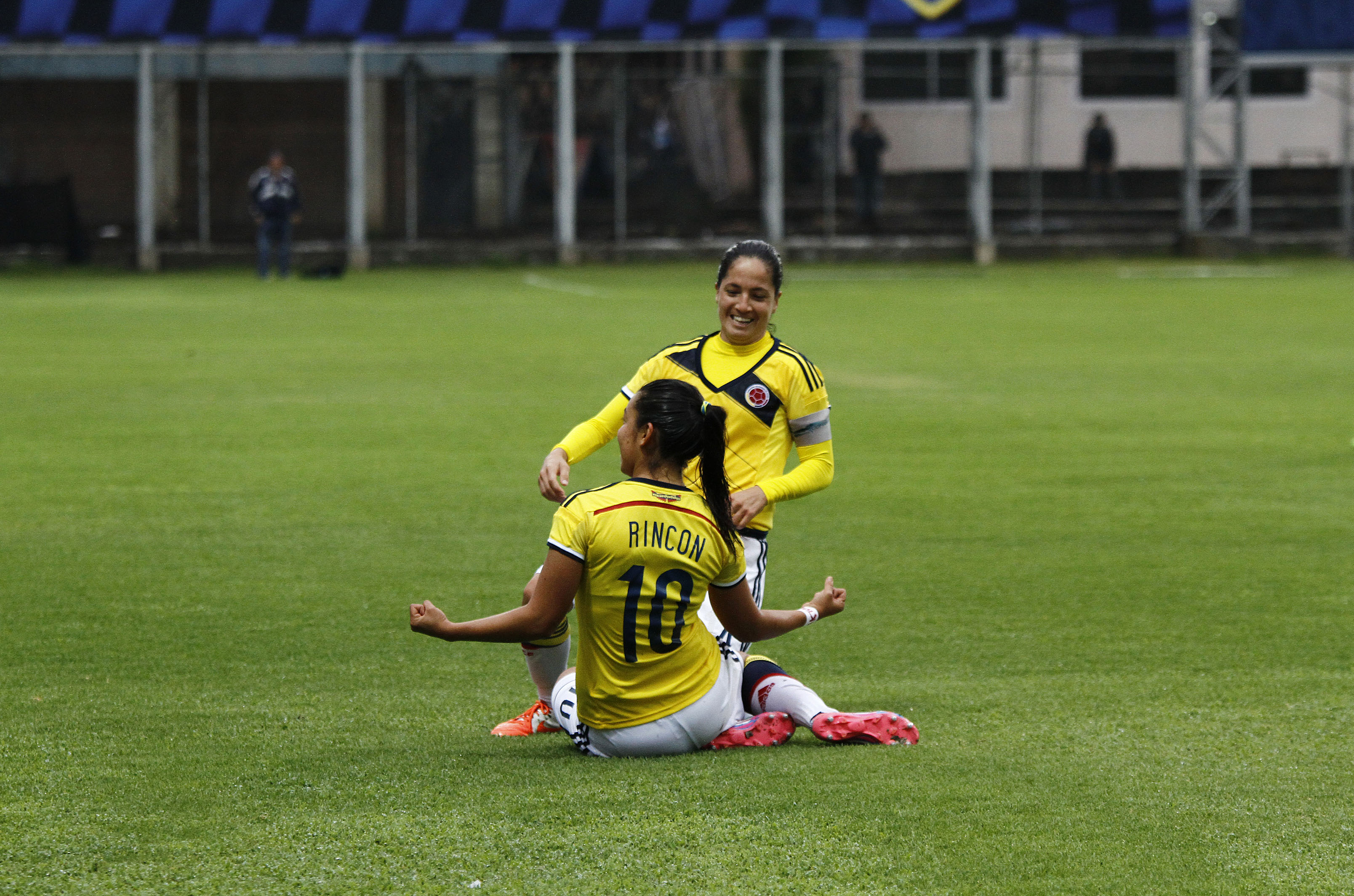
Rincon avec l'équipe nationale en 2014.

Rincón débute en équipe de Colombie en marquant cinq buts lors Sudamericano Femenino 2010 dont son équipe est finaliste. La Colombie se qualifie aussi pour la première fois à la Coupe du monde féminine. Auparavant elle avait joué la Coupe du monde des moins de 17 ans en 2008 et puis celle des moins de 20 ans en 2010.
Elle participe aussi aux Jeux olympiques de 2012, mais son entraîneur ne la fait pas jouer, la considérant dans une trop mauvaise condition physique. Les Colombiennes perdent leurs trois matchs.